# تولغا (اسم)
تولغا هو اسم علم شخصي مذكر من أصل تركي ومعناه التاج، هذا الاسم منتشر في تركيا وفي دول آسيا الوسطى مثل أفغانستان.

## الشخصيات
- تولغا ساريتاش ممثل تركي
- طولغا زنكين لاعب كرة قدم تركي
- تولجا جيفيك ممثل تركي
- تولجا تيكينالب لاعب كرة سلة تركي